# HAL (あさりよしとおの漫画)
『HAL』（はる）は、あさりよしとおによる科学をテーマにしたギャグ漫画。全24話がワニブックス刊行の月刊漫画雑誌『コミックガム』にて1998年vol.12から2001年12月号まで連載された。後に単行本化（全2巻、および新装版全1巻）された。

## 概要
内容は学習漫画に近い体裁で、1話ごとに様々な科学に関するテーマを取り扱ったものである。ただし、実際は（疑似）科学をネタにしたギャグ漫画である。扉に「この作品には一部真実が含まれている場合があります」と書かれているとおり、本書の科学に関する知識には意図的に嘘が混ぜられている｡正しい科学知識も入っているのだが、ジョークやウィットを用いて極端な解釈を採っている傾向が見られる。
その傾向で分けると、物事に対して拡大解釈しすぎているケース、物事に対して根本の理論を曲解してしまっているケース、空想科学世界と現実をごちゃ混ぜにしているケース、嘘であって欲しいのに実はそれが真実だったりするケース、過去の研究や事件を茶化してしまっているケース、無謀な実験を実践してしまうケースなどがあり、それをギャグとして漫画に採り入れている。
同作者の『まんがサイエンス』を大人向けにしたような内容である。同様の作者本人による『まんがサイエンス』のセルフパロディとして、読切作品『がんまサイエンス』（単行本『中空知防衛軍』に収録)が挙げられる。
HALは「はいぱあ・あかでみっく・らぼ (Hyper Academic Labo) 」の略。当初全2巻で出版されたが、後に「新装版」として1巻にまとめられた。この「新装版」では、最後に「番外編」が追加された替わりに各話の終わりにあった「用語解説」が削除された。

## あらすじ
女子高校生のリカはある日、通学路を歩いている時にビルの屋上に「変な研究所」を見つけた。その中にいたのは、怪しげな研究者の希印と正体不明のホムンクルス。そしてリカは希印の風変わりな研究活動に、なんとなく付き合ってしまうことになる。

## 登場人物
希印（きじるし）
自称マッドサイエンティスト。年齢出身地ともに不詳。その外見は、ゴーグルとヘッドフォンを組み合わせたような器具で顔を覆った3頭身の白衣の少年。ビルの屋上に自前の研究所HALを創設し、女子高生のリカを助手に引き込んだ。それなりに知識は蓄えているが、勢い余って出任せを言うことが多い。科学実験と並行して、ときおりオカルト的実験も行っている。
リカ
HALで助手を務めていた好奇心旺盛の女子高生。けっこう世間知らずなところがあり、毎度博士の無謀な実験や理論に付き合わされている。また、作者の意図で、毎回のように眼の描かれ方が異なっている。最終回で研究所を見失い、希印に出会った記憶さえ曖昧にされた。
ホムンクルス
希印博士の助手、またはペットのような人造生命体。黒いシルエットに丸い目と大きな口をくりぬいたような外見で、大きさや形状が自在に変化する。アミノ酸を弄っていたら発生してしまった。喋らない上、地味で目立たないが、時折悲惨な役回りを負うことがある。

## 各話題名とテーマ
1. 「生命の誕生」（生命の起源）
2. 「シュレディンガーの猫」（シュレーディンガーの猫）
3. 「ドップラー効果と赤方偏移」（ドップラー効果）
4. 「生き物の飼い方 恐竜編」（恐竜）
5. 「水道水のしくみ」（水道）
6. 「膨張する宇宙とインフレーション理論」（ビッグバン）
7. 「生命の暗号 DNA」（遺伝子）
8. 「生命の体質 セントラルドグマ」（セントラルドグマ）
9. 「ザ・臨界」（臨界）
10. 「震度計」（震度）
11. 「死の判定」（死）
12. 「倒れながら歩く！？ 二足歩行ロボット」（二足歩行ロボット）
13. 「冷凍睡眠技術」（コールドスリープ）
14. 「真実を見抜く目」（科学における不正行為）
15. 「バン・アレン帯」（ヴァン・アレン帯）
16. 「未来の高速交通機関」（真空チューブ列車）
17. 「宇宙の障害物」（スペースデブリ）
18. 「見えない」（ステルス性技術）
19. 「やってはいけない！」（毒物と劇物の扱い方）
20. 「宇宙戦争」（火星・火星人）
21. 「夢の単段式宇宙船」（単段式宇宙往還機）
22. 「潜水艦」（潜水艦）
23. 「アミノ酸」（アミノ酸と生命の起源）
24. 「新たなる旅立ち」（スペースプレーン・電磁推進船）

番外編「水に伝言 ぬかに釘」（水からの伝言）

## 書誌データ
- 旧版：『HAL - はいぱあ あかでみっく らぼ』ワニブックス
  1. 2000年12月、ISBN 4-8470-3374-4
  2. 2002年02月、ISBN 4-8470-3425-2
- 新版：『HAL - Hyper Academic Laboratory』ワニブックス、2006年1月、ISBN 4-8470-3539-9